# Ahmed al-Tayeb
Ahmed Mohamed Ahmed al-Tayeb (àrab: أحمد محمد أحمد الطيب, Aḥmad Muḥammad Aḥmad aṭ-Ṭayyib) (Kurna, 6 de gener de 1946) és un erudit islàmic egipci, actual Gran Imam d'al-Azhar i antic rector de la Universitat d'al-Azhar. Va ser nomenat pel president egipci Hosni Mubarak després de la mort de Mohamed Sayed Tantawy l'any 2010. És originari de Kurna, a la governació de Luxor, a l'Alt Egipte, i pertany a una família de tradició sufí.